# Kalmegh

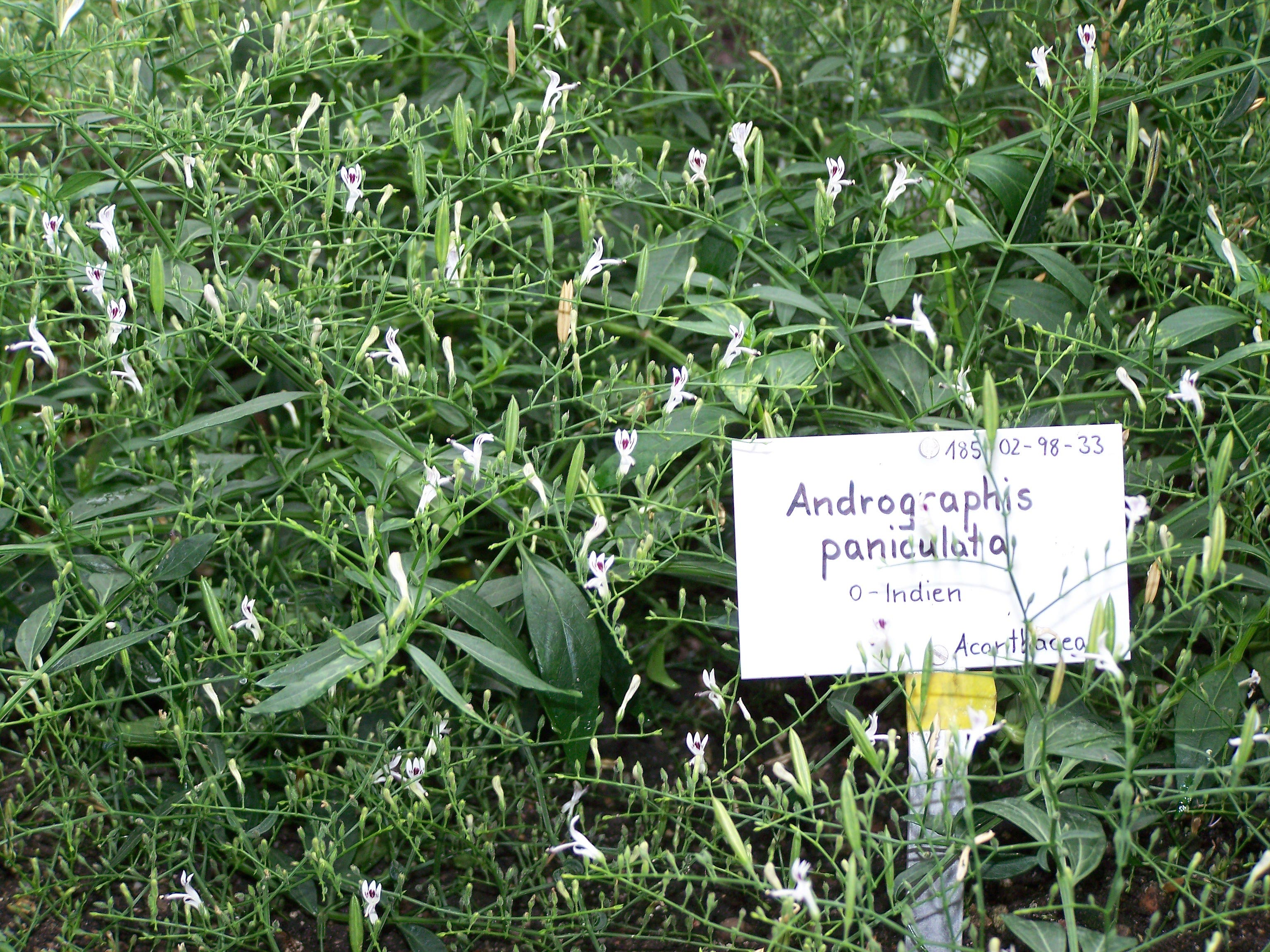
Blütenstand

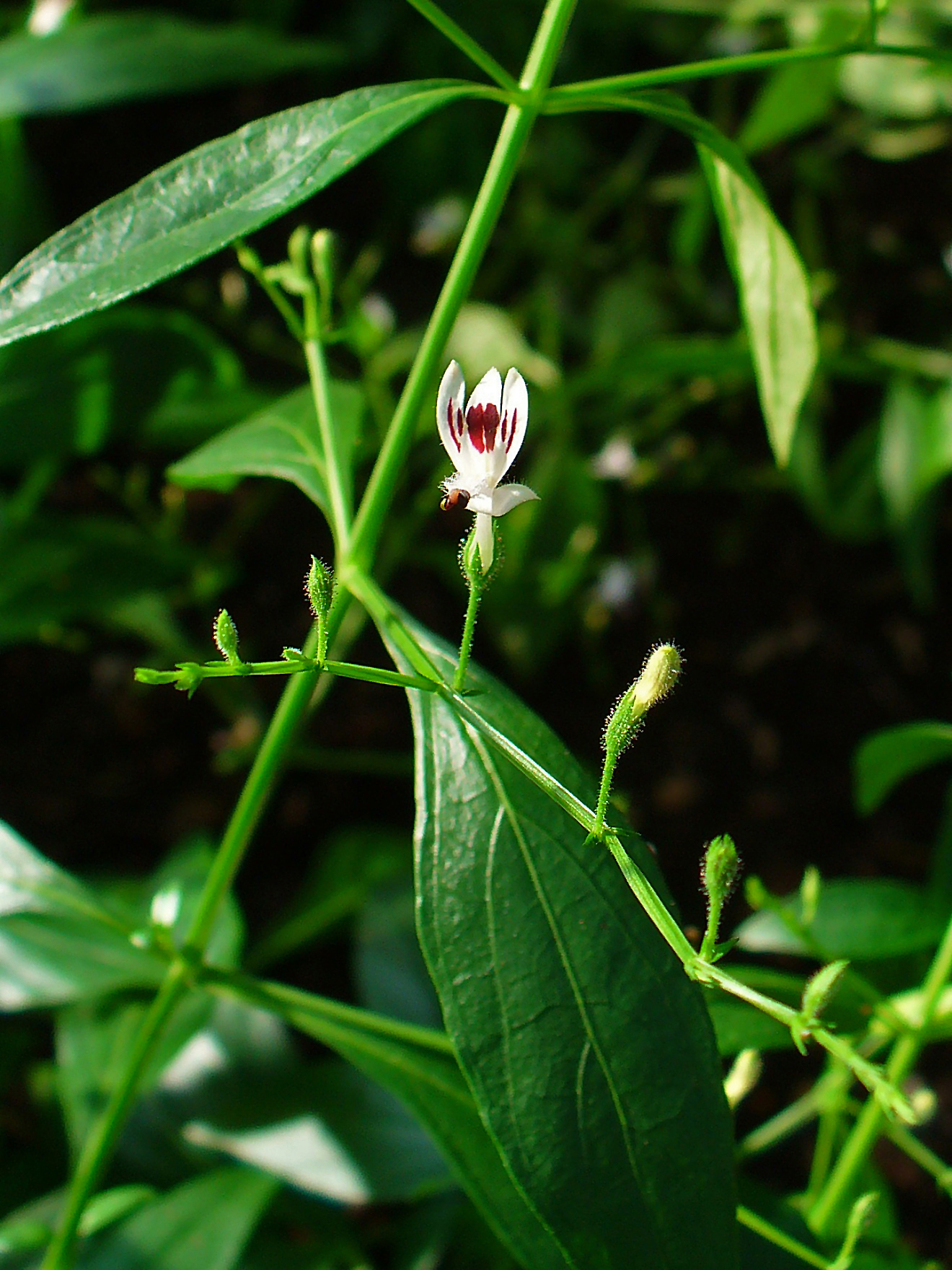
Blüte

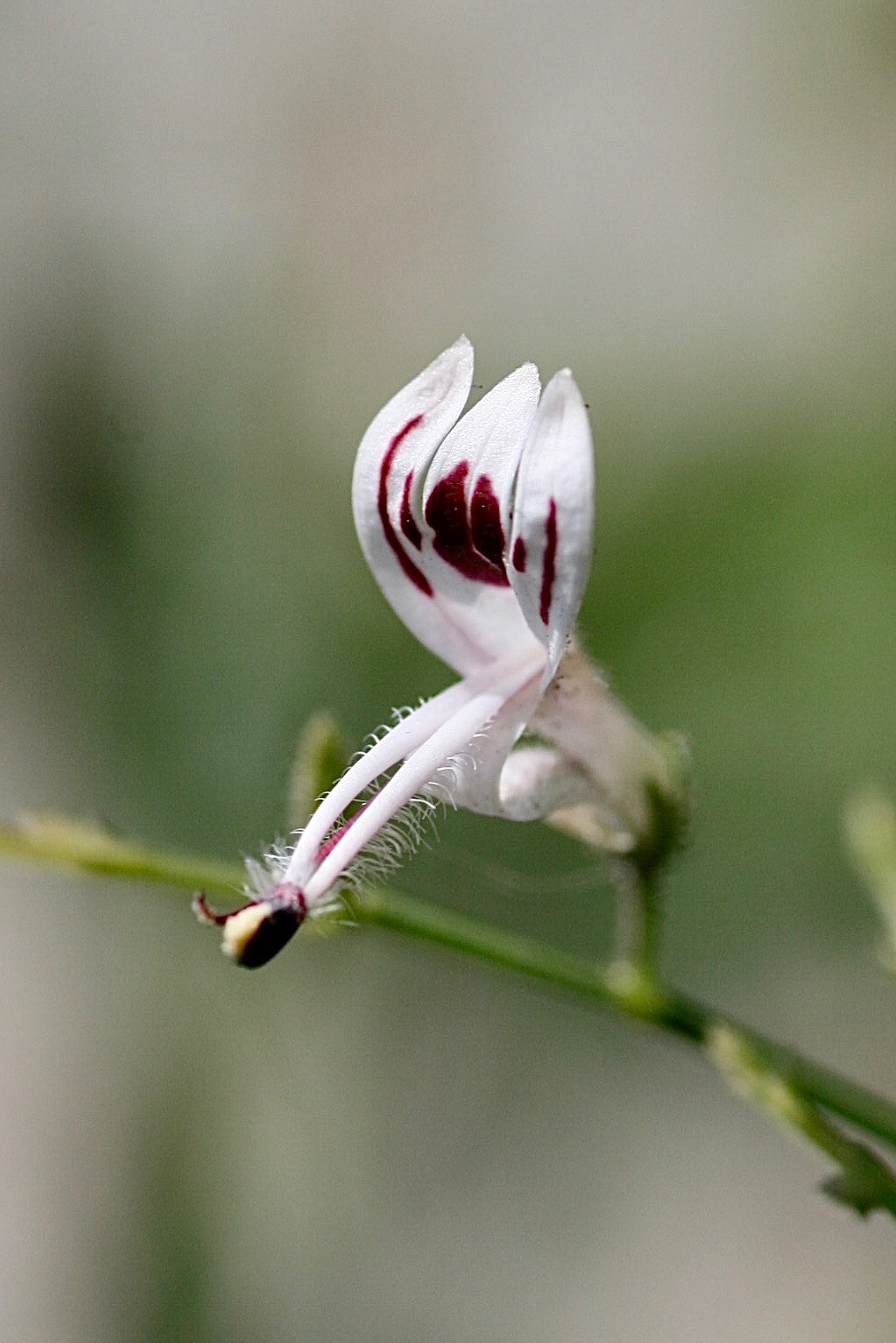
Blüte im Detail

Kalmegh (Andrographis paniculata (Burm.f.) Wall. ex Nees, Syn.: Justicia paniculata Burm. f.) ist eine Pflanzenart aus der Gattung Andrographis innerhalb der Familie der Akanthusgewächse (Acanthaceae). Trivialnamen in anderen Sprachen sind Nepali कालमेघ kālamegha, auch „King of Bitters“.
Sie gehört seit Jahrhunderten zur ayurvedischen Heilkunde und zur traditionellen chinesischen Medizin. Kalmegh ist eine adaptogene Heilpflanze. In Indien wird sie wegen ihrer Heilwirkung auch „Indische Echinacea“ genannt.

## Beschreibung
Andrographis paniculata ist eine aufrecht wachsende, einjährige, etwa 50–100 Zentimeter hohe, verzweigte und krautige Pflanze mit kahlen, vierkantigen, im oberen Teil geflügelten Stängeln. Die gegenständigen, kurz gestielten, kahlen Laubblätter sind spitz bis zugespitzt, ganzrandig und eiförmig bis lanzettlich mit blasser Unterseite.
Die kleinen Blüten stehen in end- oder achselständigen, traubigen oder rispigen Blütenständen mit kleinen, dreieckigen bis pfriemlichen Tragblättern. Die gestielten Blüten mit doppelter Blütenhülle sind zwittrig. Der Kelch mit pfriemlichen Zipfeln ist mehr oder weniger drüsig behaart. Die weiß, purpur gefleckte und außen drüsig behaarte, kurz verwachsene Blütenkrone ist zweilippig, mit zweilappiger, zurückgelegter Ober- und dreilappiger Unterlippe. Die 2 Staubblätter oben in der Kronröhre, mit dicken, oberseits zottig behaarten Staubfäden, sind etwas vorstehend sowie an den basal bärtigen Antheren zusammengewachsen. Der zweikammerige Fruchtknoten ist oberständig mit einem im unteren Teil behaarten, langen, schlanken Griffel.
Die kleine, aufrechte, bis 2 Zentimeter lange, zweiklappige Kapselfrucht ist seitlich gefurcht, spindelförmig bis ellipsoid, an den Enden meist spitz und leicht drüsig behaart bis kahl. Sie enthält bis zu 12 orange-gelbe, etwa 2 Millimeter große Samen, deren Oberfläche durch Grübchen rau ist. In Indien blüht diese Art im November und Dezember.
Die Chromosomenzahl beträgt 2n = 50.

## Vorkommen
Das natürliche Verbreitungsgebiet dieser Art ist Indien und Sri Lanka. Sie ist ein Neophyt in Indochina, Malaysia, China, Mauritius, in Mittelamerika und in der Karibik.

## Taxonomie
Kalmegh wurde 1768 von Nicolaas Laurens Burman in Flora Indica: cui accedit series zoophytorum indicorum, nec non Prodromus Florae Capensis Seite 9 als Justicia paniculata erstbeschrieben. Die Art wurde 1832 durch Christian Gottfried Daniel Nees von Esenbeck in Wallichs Plantae Asiaticae Rariores Band 3 Teil 12 Seite 116 als Andrographis paniculata (Burm. f.) Wall. ex Nees in die Gattung Andrographis gestellt. Nees hatte den Namen von Nathaniel Wallich übernommen.

## Wirkung/Anwendung
Traditionelle Anwendung:
In ayurvedischen Medizin wird die Pflanze zum Schutz der Leber und der Atemwege eingesetzt. Hierbei sollen fiebersenkende und möglicherweise reinigende Effekte gegeben sein, die den Krankheitsverlauf abschwächen und das Abklingen der Erkrankung beschleunigen.
Studienlage:
Jüngere wissenschaftliche Studien zu Andrographis belegen positive Effekte bei der Therapie von Erkältungskrankheiten. Rhinoviren binden demnach an den Receptor Intercellular Adhesion Molecule (ICAM-1) auf dem Epithelium des Nasopharynx. So infizierte Zellen setzen Interleukin-8 (IL-8) frei, durch das Entzündungsmediatoren freigesetzt werden. Die Anwesenheit von Kininen und Prostaglandinen (Entzündungsmediatoren) führen zu den klassischen Erkältungssymptomen. Ursächlich sind die Erweiterung der Gefäße (Schwellung), eine größere Durchlässigkeit der Gefäßwände (Abtransport) und die Steigerung der exokrinen Drüsenaktivität (Ausschwemmen). Andrographis wird traditionell eine entzündungshemmende Wirkung zugeschrieben.
In Zellmodellen wurde eine Hemmung der Entzündungsmediatoren Lipoxygenase, Prostaglandin E2, Leukotriene B2, Interleukin-1β und weitere nachgewiesen.
In mehreren Studien wurden die Effekte auf Husten, Auswurf, Nasale Beschwerden, Kopfschmerzen, Fieber, Halsentzündung, Ohrenschmerzen, Mattigkeit und Schlafstörungen geprüft und es wurden positive Ergebnisse gefunden. Eine der neuesten Studien wurde in der Phytomedicine 17 (2010) 178 - 185 veröffentlicht.
Eine Studie 1995 in Thailand konnte keine Wirkung bei Entzündung der ableitenden Harnwege belegen. Studien die sich hingegen mit der Wirkung bei bakteriellen Durchfall-Erkrankungen beschäftigten konnten positive Effekte belegen.
Experimentelle Pharmakologie:
In einer 1990 in Thailand veröffentlichten Untersuchung wurde nach einer möglichen antibakteriellen Wirkung mit Escherichia coli und Staphylococcus aureus kein Effekt gefunden. In einer 1991 in Indien veröffentlichten Untersuchung wurde in einem Mausmodell eine unspezifische Immunantwort per Messung des Macrophage Migration Index, der Phagocytosis von (14C)leucine markierten E.coli und Lymphozyten der Milz festgestellt. Weitere Erkenntnis hierbei war, dass der Effekt eines Extraktes stärker war als der von Andrographoliden oder Neoandrographoliden alleine.
Weitere Untersuchungen haben sich mit dem Effekt auf HI-Viren, Malaria-Erregern, Durchfallerregern und Leberschutz beschäftigt.
Vorsicht ist bei Schwangerschaft, Stillzeit und bekannter Allergie gegen Pflanzen der Familie Acanthaceae geboten. Keinesfalls sollten Zubereitungen aus Andrographis intravenös verabreicht werden, da ein gewisses Potential für anaphylaktische Schocks bei dieser Darreichung zu befürchten ist. Mögliche synergistische Effekte mit Isoniazid sollten ebenfalls beachtet werden.
Der Verzehr größerer Mengen kann zu Irritationen des Verdauungsapparates und damit zu Unwohlsein führen.
Stichworte:
- Stärkung von Herz und Leber
- gegen Sinusitis
- gegen das Hepatitis-B-Virus
- entzündungshemmend
- blutreinigend
- bei akuten und chronischen Infektionen
- bei geschwächtem Immunsystem